# サンデープレゼント (日本テレビ)
『サンデープレゼント』は、1958年3月から1969年6月まで日本テレビ系列局が編成していた単発特別番組枠である。

## 概要
直前の時間帯に編成されていた『加美乃素日曜劇場』（以下「日曜劇場」と表記）とともにスタートした枠で、『日曜劇場』が舞台中継を主にしていたのに対し、本枠は歌謡番組をメインとし、その一方で舞台中継も放送するという形態を採っていた。また、『日曜劇場』と同様に当初は日本テレビが単独で製作していたが、後に読売テレビとの共同製作へ移行した。
1968年に『日曜劇場』が放送番組のジャンルを変え、タイトルを『日曜ビッグバラエティ』と改めた後も本枠は続いていたが、その半年後には本枠も解体された。

## 編成時間
基本時間は、1968年3月までは日曜 14:30 - 16:00 （日本標準時）だったが、それ以降は『日曜映画劇場』（第1期）が15:45 - 17:10に編成されたのに伴い、14:30 - 15:45にまで縮小した。いずれの時期にも『日曜劇場』と同様に放送枠が拡大または縮小することがあり、『日曜劇場』と枠を交換することもあった。また、プロ野球中継（オープン戦・開幕戦・日本シリーズなど）やその他の中継が行われる日には休止していた。

## 提供
1961年末までは東京芝浦電気（現・東芝）の一社提供で、正式タイトルも『東芝サンデープレゼント』と同社の名を冠していたが、1962年以降は東芝を除く複数社提供になり、タイトルから社名が外された。

## 放送番組
- ビクター歌の大行進（1962年10月14日、日本テレビ制作）
- 花影屋しずく（1963年5月5日、日本テレビ制作） - プロ野球中継の雨天中止によって放送。
- 気まぐれ夜間旅行（1964年5月10日、日本テレビ制作）
- 曽我廼家家摂の?生活40年（1965年5月16日、よみうりテレビ制作）
- 橋幸夫夢のヒットパレード（1966年5月8日、日本テレビ制作）
- 全員集合! ザ・ドリフターズ（1967年4月23日、日本テレビ制作）
- クラウン夢のパレード（1967年10月29日、日本テレビ制作）
- 世界大魔術団（1968年5月3日、日本テレビ制作）
- コント55号春のおどり（1969年4月27日、日本テレビ制作）
- ほか